# 栄寿院
栄寿院（えいじゅいん、文禄4年（1595年） - 慶安2年2月29日（1649年4月10日））は、安土桃山時代から江戸時代前期にかけての女性。姫路藩主本多忠政の長女。母は松平信康の次女・熊姫。福島藩主堀忠俊の正室、後に延岡藩主有馬直純の正室。実名は国姫（くにひめ）。
慶長10年（1605年）10月、曽祖父徳川家康の養女となり、堀忠俊に嫁いだが、慶長14年（1609年）春、忠俊が改易となったので離縁した。
慶長15年（1610年）11月、有馬直純に再嫁した。このとき美濃国北方に化粧料として1100石賜っている。直純との間に、康純、本多政勝室、吉子（本多政勝養妹）、長子（秋元富朝室）、純政の二男三女を儲けた。
慶安2年（1649年）に死去した。享年55。江戸の天徳寺に葬られた。法名は栄寿院長覚秋岳祐円大姉。